# Erich Franz (Schauspieler)

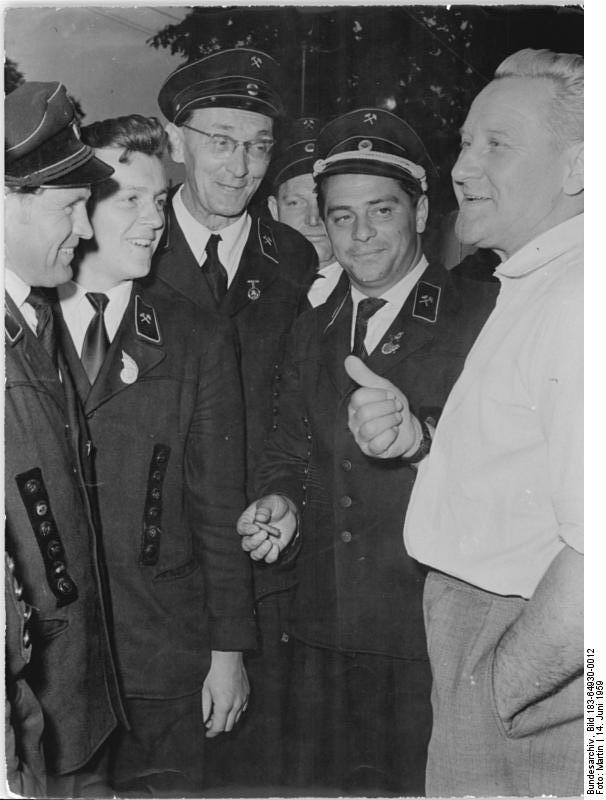
Erich Franz während der Arbeiterfestspiele 1959 in Merseburg

Erich Franz (* 5. November 1903 in Laurahütte, Oberschlesien; † 10. Februar 1961 in Berlin) war ein deutscher Schauspieler, der vor allem Figuren aus dem Arbeitermilieu verkörperte.

## Leben

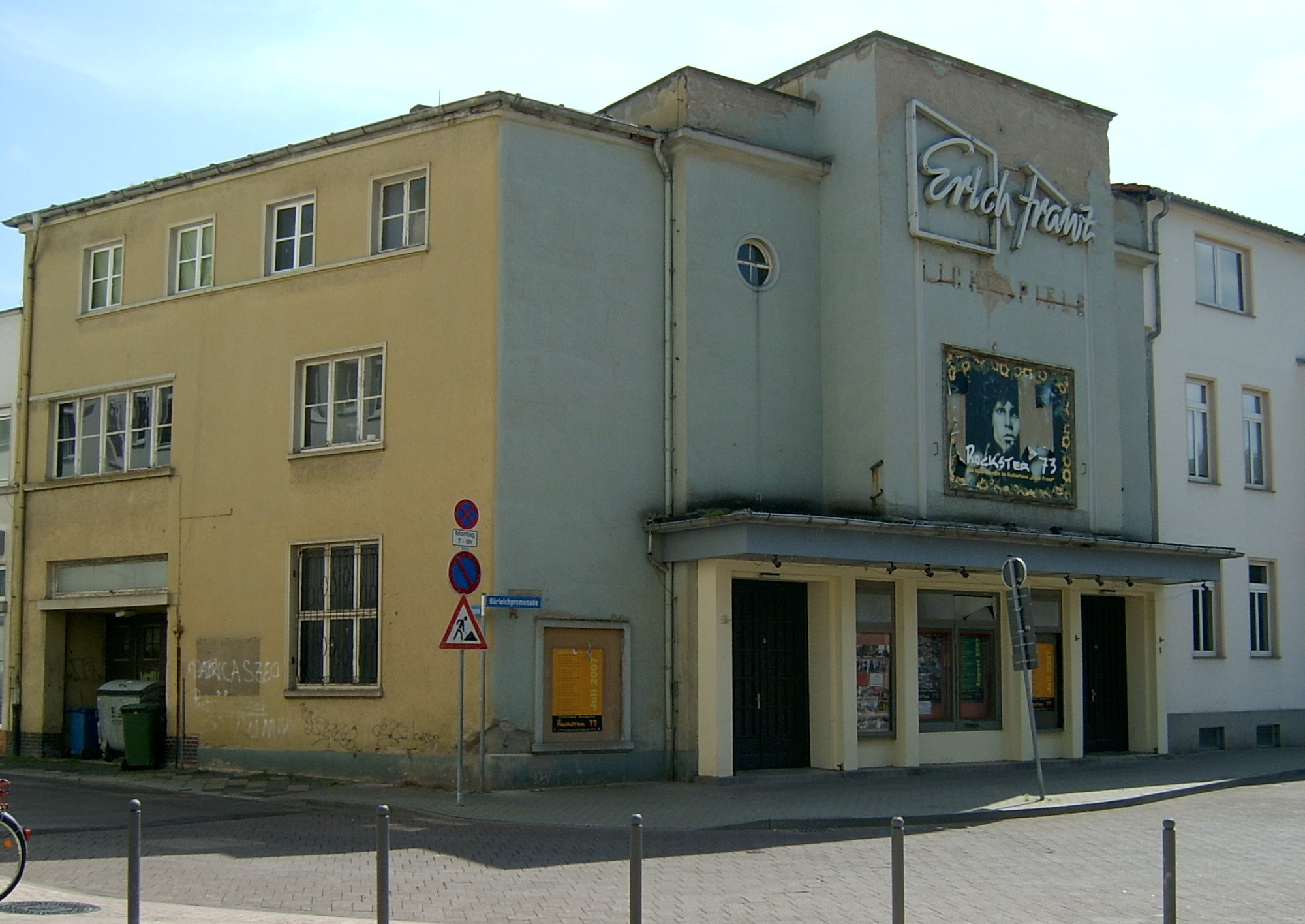
Das nach Franz benannte Kino in Köthen (2007)

Erich Franz wurde erst im Alter von 47 Jahren von Manfred Wekwerth und Bertolt Brecht für die Berufs-Schauspielerei entdeckt. Er wurde als fünftes Kind einer Arbeiterwitwe geboren. Sein Vater, ein Hüttenarbeiter, war am Hochofen tödlich verunglückt. Franz hatte von 1917 bis 1920 eine Lehre zum Dreher gemacht und in Laurahütte als Bergmann gearbeitet. Seit seiner Jugend war er auch politisch aktiv, zuerst ab 1920 in der SPD, ab 1923 in der USPD und seit 1925 in der KPD. Daneben trat er innerhalb der Arbeiterbewegung als Laienschauspieler und Chorleiter auf. Als Streikteilnehmer wurde er mehrfach verhaftet.
Nach der Machtübernahme durch die Nationalsozialisten emigrierte er 1937 über die Tschechoslowakei in die Sowjetunion, wo er im Karaganda-Becken als Bergmann arbeitete. Daneben besuchte er dort eine Antifa-Schule.
Er kehrte 1949 nach Deutschland in die DDR zurück. Im selben Jahr wurde er Mitglied der Sozialistischen Einheitspartei Deutschlands (SED), des Freien Deutschen Gewerkschaftsbundes (FDGB) und der Gesellschaft für Deutsch-Sowjetische Freundschaft (DSF). Im Jahr 1950 trat er in den Kulturbund ein. Er arbeitete beim VEB Kranbau Köthen als Dreher. Dort wurde er auch Mitglied des Dramatischen Zirkels von Manfred Wekwerth. Franz und Wekwerth wurden 1951 nach einer Brecht-Aufführung und anschließendem Vorspiel in Berlin an das Berliner Ensemble engagiert.
Bis zu seinem frühen Tod im Jahr 1961 stand Erich Franz auf der Bühne dieses Theaters. Daneben wirkte er in zunehmendem Maße auch in Filmen der DEFA und in Hörspielen mit und arbeitete auch als Synchronsprecher. Er leitete auch die Betriebsgewerkschaftsgruppe des Berliner Ensembles und seit 1957 die Gewerkschaft Kunst in Berlin. Fast drei Jahre lang gehörte er ab Juli 1958 als Mitglied der Fraktion des Kulturbundes der Volkskammer der DDR an.

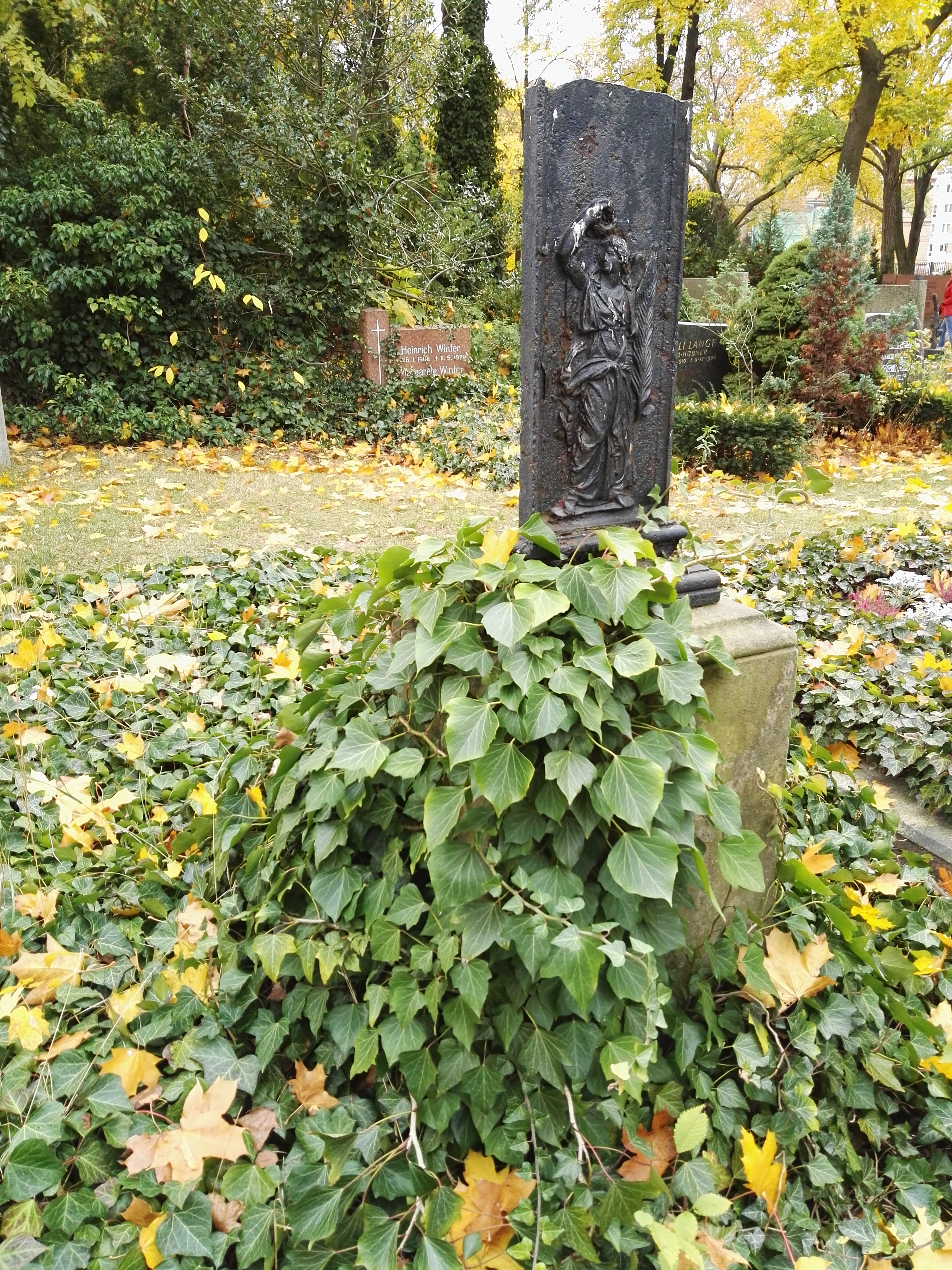
Grabstätte

Er wurde auf dem Friedhof der Dorotheenstädtischen und Friedrichswerderschen Gemeinden in Berlin-Mitte beigesetzt. Der Lyriker Jens Gerlach widmete ihm in Dorotheenstädtische Monologe ein Gedicht.

## Ehrungen
Im September 1962 wurde das Kreiskulturhaus in der Schönhauser Allee Ecke Sredzkistr. im damaligen Stadtbezirk Berlin-Prenzlauer Berg nach längerer Schließung neu eröffnet und nach Erich Franz benannt. 1970 wurde an diesem Ort der legendäre Franz-Club gegründet.
Das Kino von Köthen erhielt im September 1962 den Namen Erich-Franz-Lichtspiele.

## Auszeichnungen
- 1952 und 1954 Medaille für ausgezeichnete Leistungen
- 1953 Thälmann-Medaille
- 1955 Ehrentitel Aktivist des Fünfjahrplanes
- 1960 Kunstpreis der DDR
- 1960 Medaille für hervorragende Leistungen bei der sozialistischen Erziehung in der Pionierorganisation „Ernst Thälmann“ in Gold (für seine Leistungen in Kinderhörspielen und Kinderfilmen)

## Filmografie
- 1953: Geheimakten Solvay
- 1953: Die Unbesiegbaren
- 1953: Die Gewehre der Frau Carrar (TV)
- 1954: Ernst Thälmann – Sohn seiner Klasse
- 1954: Alarm im Zirkus
- 1954: Stärker als die Nacht
- 1955: Ernst Thälmann – Führer seiner Klasse
- 1955: 52 Wochen sind ein Jahr
- 1956: Genesung
- 1956: Drei Mädchen im Endspiel
- 1956: Das Traumschiff
- 1956: Eine Berliner Romanze
- 1957: Schlösser und Katen, 1. Teil: Der krumme Anton
- 1957: Schlösser und Katen, 2. Teil: Annegrets Heimkehr
- 1957: Stahl und Menschen (Sprecher)
- 1957: Spielbank-Affäre
- 1957: Mutter Courage und ihre Kinder (Theateraufzeichnung)
- 1957: Sheriff Teddy
- 1958: Tatort Berlin
- 1958: Die Mutter (Theateraufzeichnung)
- 1958: Sie kannten sich alle
- 1958: Ein Mädchen von 16 1/2
- 1958: Die Mutter (TV)
- 1958: Das Stacheltier 135/136
- 1958: Sonnensucher
- 1959: Sie nannten ihn Amigo
- 1959: Eine alte Liebe
- 1959: Maibowle
- 1960: Zu jeder Stunde
- 1960: Wo der Zug nicht lange hält
- 1960: Seilergasse 8
- 1960: Papas neue Freundin (TV)
- 1960: Begegnung im Zwielicht (Spotkania w mroku)
- 1960: Silvesterpunsch
- 1961: Fünf Tage – Fünf Nächte
- 1961: Urlaub ohne dich
- 1961: Der Mann mit dem Objektiv

## Synchronrollen (Auswahl)
- 1957: Folco Lulli als Luigi in Lohn der Angst

## Theater
- 1953: Bertolt Brecht: Die Gewehre der Frau Carrar (Fischer) – Regie: Egon Monk  (Berliner Ensemble im Deutschen Theater Berlin – Kammerspiele)
- 1955: Johannes R. Becher Winterschlacht (Staabskoch Oberkofler) – Regie: Bertolt Brecht/Manfred Wekwerth (Berliner Ensemble)
- 1956: John Millington Synge: Der Held der westlichen Welt – Regie: Manfred Wekwerth/Peter Palitzsch (Berliner Ensemble)
- 1957: Bertolt Brecht: Der gute Mensch von Sezuan (Tabakhändler) – Regie: Benno Besson (Berliner Ensemble)

## Hörspiele
- 1953: Nikolai Gogol: Die toten Seelen (Ein Kellner) – Regie: Richard Hilgert (Hörspiel – Berliner Rundfunk)
- 1953: Bertolt Brecht: Die Gewehre der Frau Carrar (Verwundeter) – Regie: Egon Monk (Hörspiel – Berliner Rundfunk)
- 1954: Martin Hayneccius: Hans Pfriem – Kühnheit zahlt sich aus (Hans Pfriem) – Regie: Käthe Rülicke-Weiler (Rundfunk der DDR)
- 1954: Karl Georg Egel und Paul Wiens: Genesung (3 Teile) – Regie: Ingrid Fröhlich (Rundfunk der DDR)
- 1954: Bertolt Brecht: Der kaukasische Kreidekreis – Die Geschichte der Grusche – Regie: Isot Kilian / Bertolt Brecht (Rundfunk der DDR)
- 1957: Wsewolod Witaljewitsch Wischnewski: Die Straße des Soldaten (bolschewistischer Kommandeur) – Regie: Wolfgang Schonendorf (Rundfunk der DDR)
- 1958: Wera Küchenmeister/Claus Küchenmeister: Damals achtzehn – neunzehn (Der alte Blonowski) – Regie: Helmut Hellstorff (Dokumentarhörspiel – Rundfunk der DDR)
- 1958: Inge Müller und Heiner Müller:  Die Brücke – Regie: Wolfgang Schonendorf (Rundfunk der DDR)
- 1958: Inge Müller und Heiner Müller:  Die Korrektur – Regie: Wolfgang Schonendorf (Rundfunk der DDR)
- 1960: Hams Pfeiffer: Schüsse am Hochmoor (Paul Süß) – Regie: Werner Grunow (Kriminalhörspiel – Rundfunk der DDR)
- 1960: Bernhard Seeger: Paradies im Krähenwinkel – Regie: Helmut Hellstorff (Rundfunk der DDR)
- 1960: Brigitte Reimann und Siegfried Pitschmann: Einer steht vor der Tür – Regie: Theodor Popp (Rundfunk der DDR)
- 1960: Brigitte Reimann und Siegfried Pitschmann: Sieben Scheffel Salz – Regie: Theodor Popp (Rundfunk der DDR)